# Литы (мифология)
Литы (др.-греч. Λιταί, лат. Litae — «мольбы о раскаянии») — древнегреческие богини, олицетворяющие угрызения совести. Дочери Зевса.
В поэме Гомера «Илиада» (IX—VIII вв. до н. э.) Литы изображены хромыми и косыми, следующими за своей старшей сестрой богиней Атой (Атэ, Ате), олицетворяющей заблуждения, помрачения ума, обман и глупость. В переводе Н. И. Гнедича (1829) богини Литы названы Молитвами, а их старшая сестра Ата именуется Обидой: «Хро́мы, морщинисты, робко подъемлющи очи косые, // Вслед за Обидой они, непрестанно заботные, ходят». В переводе В. В. Вересаева (1949) богини названы Просьбами, а их старшая сестра — Ослепленьем: «На ноги хромы, в морщинах, с глазами, глядящими робко; // За Ослепленьем они озабоченно следом ступают».
Литы пытаются исправить и загладить грехи, совершённые их сестрой: «Молитвы спешат исцелять уязвлённых». Тому, кто их почитает, они вымаливают прощение, тем же, кто ими пренебрегает, несут наказание: «Кто ж презирает богинь и, душою суров, отвергает, — // К Зевсу прибегнув, они [Литы] умоляют отца, да Обида [Ата] // Ходит за ним по следам и его, уязвляя, накажет».
Эти богини также упоминаются в поэме Квинта Смирнского «После Гомера», датируемой примерно IV веком нашей эры. Здесь про них говорится (в переводе А. П. Большакова), что «Литы — Зевса достойные дщери», которые ненавидят гордых людей — и насылают на них (как «вестницу гнева богов») богиню мести и ненависти Эринию.